# あおぞら通信
『あおぞら通信』（あおぞらつうしん）は、「シリーズぴこ」に関連するウェブラジオ。正式名は「ぴことちこのWEBラジオ あおぞら通信」。

## 概要
OVA『ぼくのぴこ』発売前より放送が開始され、毎週金曜日に更新される。当初は『ぼくのぴこ』発売時期を前後する頃までの予定であったようであるが、好評につき、現在も放送は続けられている。
内容はパーソナリティーを務めるぴことちこが、「シリーズぴこ」のスタッフや関係者をゲストとして招いて談話をしたり、リスナーからのメールを紹介するなどとなっている。当初の予定では毎回15分前後の放送とされていたが実際には不定となっており、10分程度の短い回がある一方で40分近い長時間放送も存在し、ゲストのいる回は概ね長くなる傾向にある。
リスナーから届くメールの紹介は基本的にファンコールが中心となるが、第33回放送では商業手法に対する批判的な意見も登場し、読み上げたぴこやちこが絶句する場面もあった。
2007年5月5日にはシリーズぴこ関連のトークイベント「ショタナイト2」が開催され、公開録音が行われた。このイベントの中で、当初の予定ではこの公開録音分をもって最終回とするものであったこと、しかしさらに1年間の続投を決定したことが発表された。
なお、イベントなどで活躍している着ぐるみのぴこやちことは別人格ということになっており、このウェブラジオでは着ぐるみの2人を「リアルぴこ」「リアルちこ」と呼んでいる。

## コーナー
- ミニドラマ
- メール紹介
- ぴこ&ちこに○○を着てもらいたい!のコーナー
- 萌え萌え〜なセリフを言っちゃおう!のコーナー
- 恋のラブリ〜お悩み相談室
- あのとき、ぴこは何を考えていたの?のコーナー

## 放送日の誤り
第44回放送は公式には2007年5月4日に配信された事になっているが、ゴールデンウィーク中の更新であるなどの理由から、実際には5月5日になって行われた。
これを境に、この頃から放送日に誤りが見られるようになる。第47回放送は当初、誤りにより第46回放送日と同じく2007年5月18日配信としてウェブサイトには日付が掲げられた。
第48回放送も5月31日配信と誤って記述され、ファンからプロデューサーに届けられた指摘のメールにより6月1日に訂正された。

## 放送内容
ラジオDEぴこ - 2006年4月5日放送。
- 第1回 - 2006年7月7日放送
ゲスト：谷田部勝義（監督）
ミニドラマ：「ちこがぴこのベットに潜り込んだら…?」
- 第2回 - 2006年7月14日放送
ゲスト：谷田部勝義（監督）
ミニドラマ：「ぴことちこが鉄棒にチャレンジ!?」
- 第3回 - 2006年7月21日放送
ゲスト：彩画堂（キャラクター原案）
リスナーからのメール紹介が開始される
- 第4回 - 2006年7月28日放送
ゲスト：彩画堂（キャラクター原案）
ミニドラマ：「ぴことちこが川遊びしてたら…?」
- 第5回 - 2006年8月4日放送
ゲスト：GOLDENBOY（プロデューサー）
- 第6回 - 2006年8月11日放送
ゲスト：GOLDENBOY（プロデューサー）
ミニドラマ：「ぴこが痴漢にあったら?」
- 第7回 - 2006年8月18日放送
ゲスト：とっちん（製作総指揮）
- 第8回 - 2006年8月25日放送
ゲスト：とっちん（製作総指揮）
- 第9回 - 2006年9月1日放送
ゲスト：タモツ
- 第10回 - 2006年9月8日放送
発売記念スペシャル
ゲスト：タモツ
サブゲスト：GOLDENBOY（プロデューサー）
ミニドラマ：「ちこがぴこの看病をしたら?」
- 第11回 - 2006年9月15日放送
発売直前のメール紹介スペシャル
- 第12回 - 2006年9月22日放送
メール紹介
- 第13回 - 2006年9月29日放送
メール紹介
トークイベント内容予告
- 第14回 - 2006年10月6日放送
メール紹介
- 第15回 - 2006年10月13日放送
トークイベントレポート
ゲスト：GOLDENBOY（プロデューサー）
- 第16回 - 2006年10月20日放送
新コーナー提案メール紹介特集「第1回あおぞら通信企画会議」
- 第17回 - 2006年10月27日放送
ゲスト：青井円（漫画家）、ポン太（花音編集部、担当）
サブゲスト：ローリー鈴木（ソフト・オン・デマンド宣伝担当）
メール紹介
- 第18回 - 2006年11月3日放送
ゲスト：青井円（漫画家）、ポン太（花音編集部、担当）
サブゲスト：ローリー鈴木（ソフト・オン・デマンド宣伝担当）
メール紹介
- 第19回 - 2006年11月10日放送
恋のラブリ〜お悩み相談室
メール紹介
- 第20回 - 2006年11月17日放送
萌え萌え〜なセリフを言っちゃおう!のコーナー
あのとき、ぴこは何を考えていたの?のコーナー
メール紹介
- 第21回 - 2006年11月24日放送
ゲスト：板倉（Galge.com編集長）
恋のラブリ〜お悩み相談室
メール紹介
- 第22回 - 2006年12月1日放送
萌え萌え〜なセリフを言っちゃおう!のコーナー
あのとき、ぴこは何を考えていたの?のコーナー
- 第23回 - 2006年12月8日放送
フィギュア製作速報
メール紹介 - ぴこ・ちこの名前の由来
- 第24回 - 2006年12月15日放送
萌え萌え〜なセリフを言っちゃおう!のコーナー
ぴこ&ちこに○○を着てもらいたい!のコーナー
- 第25回 - 2006年12月22日放送
クリスマス特別バージョン - ジングルベルOP
ゲスト：谷田部勝義（監督）
- 第26回 - 2006年12月29日放送
メール紹介
  - SOD特別賞受賞報告 - 板倉（Galge.com編集長）
- 第27回 - 2007年1月5日放送
メール紹介
  - スタジオでおやつ（エクレア） - 抱き枕大魔王
  - 「ぴことちこのお勉強会（仮）」 - しば
- 第28回 - 2007年1月12日放送
同人誌紹介 - コミックマーケットで販売・配布されていた、ぴこちこグッズの紹介
- 第29回 - 2007年1月19日放送
メール紹介
  - 主題歌『恋をしようよ』アラビア語版『هيا لنحبنا（ハイヤー・リナハッブナー）』 - きゃとぅー
- 第30回 - 2007年1月26日放送
ゲスト：GOLDENBOY（プロデューサー）
次回作およびイベント情報
- 第31回 - 2007年2月2日放送
メール紹介 - カレンダープレゼント応募時コメント
- 第32回 - 2007年2月9日放送
OPジングルを『なつやすみ』に変更
『ぴことちこ』主題歌『なつやすみ』公開
メール紹介
- 第33回 - 2007年2月16日放送
メール紹介 - カレンダープレゼント応募時コメント
- 第34回 - 2007年2月23日放送
メール紹介 - カレンダープレゼント応募時コメント
- 第35回 - 2007年3月2日放送
40分の拡大放送
バレンタインのプレゼント貰っちゃいましたのコーナー - 抱き枕大魔王、なつたつや、他
メール紹介
  - 「キノツこと、のっくん」 - キノ
- 第36回 - 2007年3月9日放送
メール紹介
  - 早口言葉のコーナー「赤巻紙青巻紙黄巻紙」 - パンナコッタ
  - 「放送時間ランキング、メール紹介採用回数ランキング」 - 抱き枕大魔王
- 第37回 - 2007年3月16日放送
CD発売しちゃいますのコーナー
  - ゲスト： 大森ごはん（かばやつよし）（シナリオ）
- 第38回 - 2007年3月23日放送
CD発売しちゃいましたのコーナー
  - ゲスト： 大森ごはん（かばやつよし）（シナリオ）

メール紹介
- 第39回 - 2007年3月30日放送
ホワイトデープレゼントありがとうございます!のコーナー - 高沢めぐむ、ブラマン、他
メール紹介
  - 恋のラブリ〜お悩み相談室 - ちこ以上ぴこ未満
  - ホワイトデーイベントの差し入れ - フォン・グライム
- 第40回 - 2007年4月6日放送
40回目記念
メール紹介
  - 早口言葉のコーナー
「赤パジャマ青パジャマ黄パジャマ」「かえるぴょこぴょこ三ぴょこぴょこ合わせてぴょこぴょこ六ぴょこぴょこ」 - ながれ
「生豆生豆三生豆合わせて生豆六生豆」 - まんぼう
  - ウェブラジオ1周年祝辞 - きゃとぅー
  - “喜歡” - 小綾
  - ホワイトデープレゼント応募時コメント
- 第41回 - 2007年4月13日放送
DVD『ぴことちこ』発売記念ゲストコーナー
  - ゲスト：谷田部勝義（監督）、とっちん（製作総指揮）

メール紹介
  - （恋のラブリ〜お悩み相談室） - みなみん
  - 中国の腐女子事情 - あさひなみくる
- 第42回 - 2007年4月20日放送
DVD『ぴことちこ』絶賛発売中です!!コールOP
DVD『ぴことちこ』発売記念ゲストコーナー
  - ゲスト：谷田部勝義（監督）、とっちん（製作総指揮）

メール紹介
- 第43回 - 2007年4月27日放送
メール紹介
  - 『巨神ゴーグ』 - ポコ
  - 第41回放送恋のラブリ〜お悩み相談室レスポンス - みなみん
- 第44回 - 2007年5月4日放送
メール紹介
- 公開録音 - 2007年5月5日収録
ショタナイト2会場にて開催
- 第45回 - 2007年5月11日放送
ショタナイト2に行って来ちゃいましたのコーナー
  - 祝辞・贈り物 - とある腐女子（クッキー）、石原哲こと抱き枕大魔王（ぬいぐるみ）

メール紹介
  - イベントレポート - 石原哲こと抱き枕大魔王、ブラマン、フォン・グライム、ポコ
- 第46回 - 2007年5月18日放送
アイドル化発表
メール紹介
  - あのとき、ぴこ（とちこ）は何を考えていたの?のコーナー - ながれ

同人誌紹介（2007年5月5日開催ショタケット出展分）
  - 『ぴことちこ ボクたち教えちゃいます』 - 青井円（なぎさ）
  - タイトルなし - なつたつや（ハンズボンズ。）
- 第47回 - 2007年5月25日放送
メール紹介
- 第48回 - 2007年6月1日放送
メール紹介
  - ぴこパンチ! - ささやかゲーマー
  - 萌え萌え〜なセリフを言ってくんなましや〜のコーナー - キノ
- 第49回 - 2007年6月8日放送
ぴことちこのWEBラジオ あおぞら通信 50回記念ゲストコーナー
ゲスト：お姉さん（安藤まこ）
メール紹介
  - 萌え萌え〜なセリフを言っちゃおう!のコーナー - 石原哲こと抱き枕大魔王
- 第50回 - 2007年6月15日放送
50回記念スペシャル
ゲスト：お姉さん（安藤まこ）、板倉（Galge.com編集長）
  - ケーキ、花束贈呈（Galge.com、ナチュラルハイ／シュガーボーイ）

リスナーからぴことちこへのプレゼント
  - ラジコンの飛行機、エアーハンドランチャー、ちこの誕生日の本 - 石原哲こと抱き枕大魔王
  - クッキー「ボンヌママン」、紅茶、祝辞 - ながれ
  - PSP用ゲーム『メガミの笑壺』、祝辞 - きゃとぅー
  - 「ジューンブライド」イラスト付き色紙 - フォン・グライム

メール紹介
  - 祝辞 - とげぬき、ながれ、石原哲こと抱き枕大魔王、手動携帯電話、大名、しば、ちこ以上ぴこ未満（罰ゲームの提案）、キノ、フォン・グライム、ささやかゲーマー（アントニオ猪木風に「元気ですかー!?」）、MN
- 第51回 - 2007年6月22日放送
ショタナイト2公開録音分